# Kosŏng-gun
Kosŏng-gun (koreanska: 고성군, Kosŏng, 고성) är en kommun i Nordkorea.   Den ligger i provinsen Kangwŏn-do, i den sydöstra delen av landet, 210 km öster om huvudstaden Pyongyang.